# The Flying Fool (film, 1931)
Pour les articles homonymes, voir The Flying Fool.
Pour plus de détails, voir Fiche technique et Distribution.
The Flying Fool est un film britannique réalisé par Walter Summers et sorti en 1931. Le scénario est inspiré d'une pièce de théâtre du même nom sortie en 1929.

## Fiche technique
- Réalisation : Walter Summers
- Scénario : Walter Summers, d'après la pièce de 1929 The Flying Fool[1] d'Arnold Ridley et Bernard Merivale
- Photographie : Claude Friese-Greene, Stanley Rodwell, James Wilson
- Production : British International Pictures
- Montage : Walter Stokvis
- Musique : John Reynders
- Distributeur : Wardour Films
- Durée: 77 minutes
- Date de sortie : 1er août 1931

## Distribution
- Henry Kendall : Vincent Floyd
- Benita Hume : Marion Lee
- Wallace Geoffrey : Michael Marlowe
- Martin Walker : Jim Lancer
- Ursula Jeans : Morella Arlen
- Barbara Gott : Madame Charron
- Charles Farrell : Ponder
- Syd Crossley : Hicks